# كامل الصناعتين
كامل الصناعتين في البيطرة والزردقة كتاب صنفه أبو بكر بن بدر الدين المنذر البيطار في حوالي عام 1333م بأمر من السلطان المملوكي الناصر قلاوون، ويسمى أيضًا السلطان الناصر (المنتصر).
وهو من أشهر الكتب القديمة في البيطرة عند الإفرنج نتيجة للاهتمام الذي أولاها إياه الطبيب الفرنسي نيكولاس بيرون الذي نشر بين عامي 1852 و1960م ثلاثة مجلدات من التعليقات على ترجمة المخطوطة في المكتبة الوطنية الفرنسية. وفر هذا العمل للعلماء الذين يدرسون تلك الفترة العناصر اللازمة لتعزيز الاعتقاد السائد بالفعل بالجودة العالية للأطباء البيطريين العرب في تلك الحقبة.

## فهرس
- Hippologie et Médecine du cheval en terre d'islam au XIVe siècle : Le traité des deux Arts en médecine vétérinaire dit le Nâceri ، éd. إرانس ، 2006

## روابط خارجية
- محمد مهدي حكيمي وكريستوف ديغورس ، Le Traité des deux Arts en médecine vétérinaire، ou le Naceri